# Cui Liang
Cui Liang 崔谅 (??? - 226) était officier du Wei et préfet de An Ding. Lors de la première campagne du nord du Shu, il succomba au plan de Zhuge Liang et fut capturé et contraint de se rendre en essayant de sauver Xiahou Mao. Il élabora ensuite un plan pour assassiner Zhuge Liang mais fut démasqué et tué par Zhang Bao.